# Сувенир
Сувени́р (фр. souvenir — воспоминание, память) — предмет, предназначенный напоминать о чём-то, например, о посещении города, страны, национального парка, музея, храма, объекта культуры, какого-то другого места или мероприятия туристами, паломниками и другими людьми.
Сувенирная продукция брендов, знаменитостей, музыкантов, спорстменов может называется мерченда́йз или сокращённо мерч (англ. merchandise — продвигать, продавать).

## История
В древности существовала традиция дарить родным и близким людям так называемые обереги. Люди, побывавшие в других странах, стремились привезти оттуда что-то диковинное и памятное. Даже в варварском обществе существовал ритуальный обмен дарами. Всё это переросло в современную традицию дарить друг другу сувениры. Во многих странах, да и практически в каждой местности есть свои особенные предметы, с которыми ассоциируют эту местность, такие вещи чаще всего и становятся сувенирами.
Сувениры несут колорит места, в котором они были произведены и приобретены — эмблема города, герб или флаг страны, изображение памятного места и так далее. Это могут быть предметы, которыми славится местное производство: например, в России это матрёшки, дымковская игрушка (особенно свистулька), тульский самовар, ивановские ткани и изделия из них, оренбургские пуховые и павловопосадские набивные платки, гжельская и хохломская роспись, дулёвский фарфор, кольчугинские столовые приборы и так далее. В качестве сувениров (особенно в подарочной упаковке) туристами часто привозятся местные сладости, напитки и другие продукты питания.
Бывают как сувениры с простым качеством, не обладающие художественной ценностью (открытки, магниты на холодильник, брелоки, значки, сувенирные монеты, жетоны, тарелки, кружки, ложки, колокольчики и другие предметы с изображениями, фигурки, модельки, «снежные шары», поделки и т. п.), так и качественные образцы, предметы искусства (картины с изображением памятников культуры, статуэтки, изделия ручной работы).
Сувениры часто продаются в специализированных магазинах (souvenirs или gift shop, дословно — «магазин подарков»), лавках, киосках, палатках, лотках. Некоторые виды «сувениров» запрещено вывозить из страны: например, из Египта нельзя вывозить кораллы, раковины (ракушки), из Таиланда — изображения Будды, из Австралии — аксессуары, сделанные из кожи местных рептилий, из ЮАР — иглы дикобраза и изготовленные из них поделки, изделия из акульих зубов и слоновой кости и так далее. Некоторые сувениры можно вывозить только при предъявлении чеков из магазинов: например, украшения из Турции стоимостью больше 15 тысяч долларов.
В последние годы во многих странах мира появилось понятие корпоративных сувениров-презентов (рекламных бизнес-сувениров), то есть подарочных изделий, которые изготовляются по заказу и преподносятся гостям и сотрудникам компании от руководства в честь юбилейных событий или приурочены к праздничным датам. В качестве таких сувениров большую популярность приобрели блокноты, ручки и лазерная графика (сувенир в виде прозрачного кристалла с объёмным изображением внутри).
Индустрия сувенирного бизнеса является одним из элементов туристического бизнеса и сопровождает последний практически по всему миру.
- Сувенирный магазин (Париж)
- Сувенирная лавка (Египет)
- Сувенирный киоск (Евпатория)
- Сувенирная палатка (Лондон)
- Сувенирная палатка (Намибия)
- Сувенирные лотки (Паленке)
- «Русская матрёшка» (Санкт-Петербург)
- Эстонские сувениры (Таллин)
- Сувенирные статуэтки (Греция)
- Витрина лавки сувениров в Таормине (Италия)